# Dimercaprol
El dimercaprol, o British anti-Lewisite (BAL''), és un fàrmac usat pel tractament dels enverinaments per arsènic, mercuri, or, i plom També es pot usar en l'enverinament per antimoni, tal·li o bismut però en aquests l'evidència no està tan clara. Es dona per via intramuscular.
Efectes secundaris comuns són, alta pressió sanguínia, dolor en el lloc de la injecció, vòmits i febre. No es recomana en pacients amb al·lèrgia als cacauets. El dimercaprol funciona per quelatació amb els metalls pesants.
El dimercaprol va ser sintetitzat durant la Segona Guerra Mundial.